# (10907) Savalle
(10907) Savalle (1997 XG5) – planetoida z pasa głównego asteroid okrążająca Słońce w ciągu 4,76 lat w średniej odległości 2,83 j.a. Odkryta 6 grudnia 1997 roku.